# Mapovník zeměpisný
Mapovník zeměpisný (Rhizocarpon geographicum), někdy také lišejník zeměpisný, je druh lišejníku z čeledi mapovníkovité, která patří do třídy vřeckovýtrusné. Roste v horských oblastech s nízkým znečištěním ovzduší. Každý lišejník je velmi plochá korovitá stélka žlutozelené barvy, která je ohraničená černým pásem výtrusů. Tyto stélky k sobě přiléhají a vytváří dojem mapy s zelenými a černými částmi.

## Využití ve výzkumu
Velmi často se tento druh používá v klimatologii k určování stáří některých usazenin, například ledovcových morén. Tento postup se nazývá lichenometrie. Je založen na předpokladu, že největší lišejník na daném místě je nejstarší. Proto podle jeho plochy a ročního přírůstku můžeme spočítat přibližné stáří usazeniny.
Mapovník zeměpisný byl studován i „ve vesmíru“. Stélky mapovníku byly vypuštěny na oběžnou dráhu a po patnácti dnech vystavení kosmickému prostoru byly zpět transportovány na Zem. Nejevily žádné známky poškození. Díky těmto experimentům se ukázalo, že některé organismy mohou na určitou dobu přežít v kosmickém prostředí, což může znít jako argument pro teorii panspermie.